# Brückenfeld

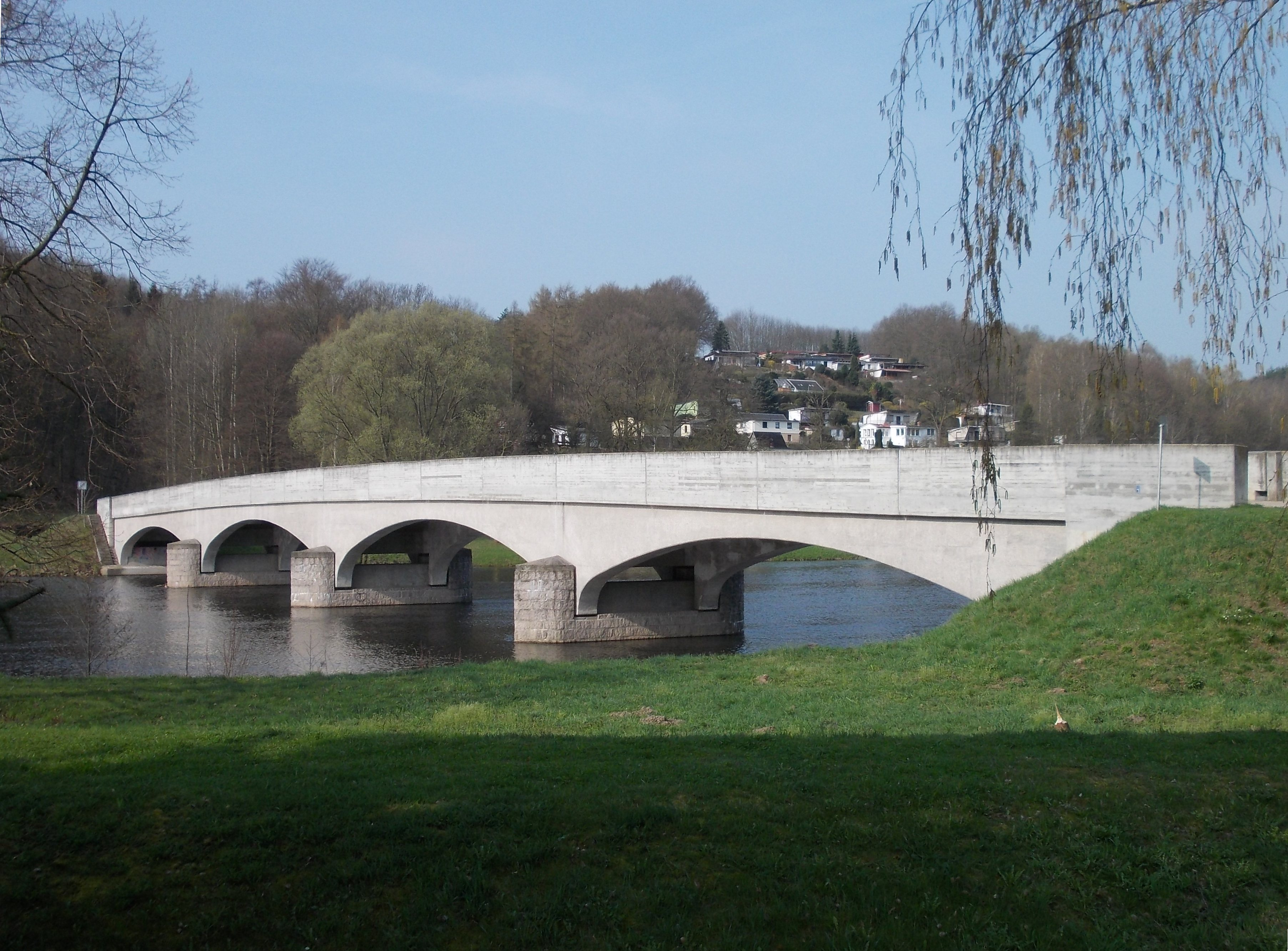
Mehrfeldbrücke mit vier Feldern

Brückenfeld bezeichnet jenen Teil einer Brücke, der den Raum zwischen zwei Auflagern überspannt. Das kann der Bauteil einer Brücke zwischen zwei Brückenpfeilern oder dem Widerlager am Beginn der Brückenkonstruktion und dem ersten Brückenpfeiler sein.
Je nach Anzahl der Felder wird die Brücke als 
- Einfeldbrücke oder
- Mehrfeldbrücke bezeichnet.